# John Hanbury III
Pour les articles homonymes, voir John Hanbury (homonymie).
John Hanbury III (1744-1784) est un marchand londonien, parti pour la Virginie et le petit-fils de John Hanbury.

## Biographie
C'est un proche de lord Granville, président du conseil de Virginie. Après avoir hérité d'une immense fortune, il participe aux opérations de spéculation immobilière dans l'Ouest de la Virginie, organisées par l'Ohio Company avec la bénédiction du gouverneur de la colonie de Virginie Robert Dinwiddie, et la participation de deux des frères de George Washington, Lawrence Washington et Augustine Washington.
Grâce aux dispositions favorables de Henri Pelham et aux instances réitérées du Bureau du commerce, l'Ohio Company obtient en mars 1749 des instructions du roi d'Angleterre au gouverneur de la Virginie pour concéder à John Hanbury III et à ses associés du Maryland et de la Virginie 500.000 acres de terrain, entre le Monongahela et le Kanawha, sur la rive septentrionale de l'Ohio. La Compagnie ne devait pas payer de redevance pendant dix ans et devait, dans l'espace de sept ans, établir au moins cent familles de colons, construire à ses propres frais un fort et y mettre garnison.